# Manuel Pedro da Silveira
Manuel Pedro da Silveira (Campo Alegre, 3 de agosto de 1903 — Rio de Janeiro, ?) foi um advogado brasileiro. Foi interventor federal interino em Santa Catarina, de 25 de novembro de 1932 a 19 de abril de 1933.